# Ina Gelbert
Ina Gelbert est une femme d'affaires française spécialisée dans le marketing du jeu vidéo. Gelbert est la première femme à diriger Xbox France, poste qu'elle occupe de septembre 2019 à juin 2023. Elle également connue pour son engagement envers la féminisation du jeu vidéo, et pour les questions d'inclusivité en général (représentation LGBTIQ+ et personnes en situation de handicap).

## Biographie

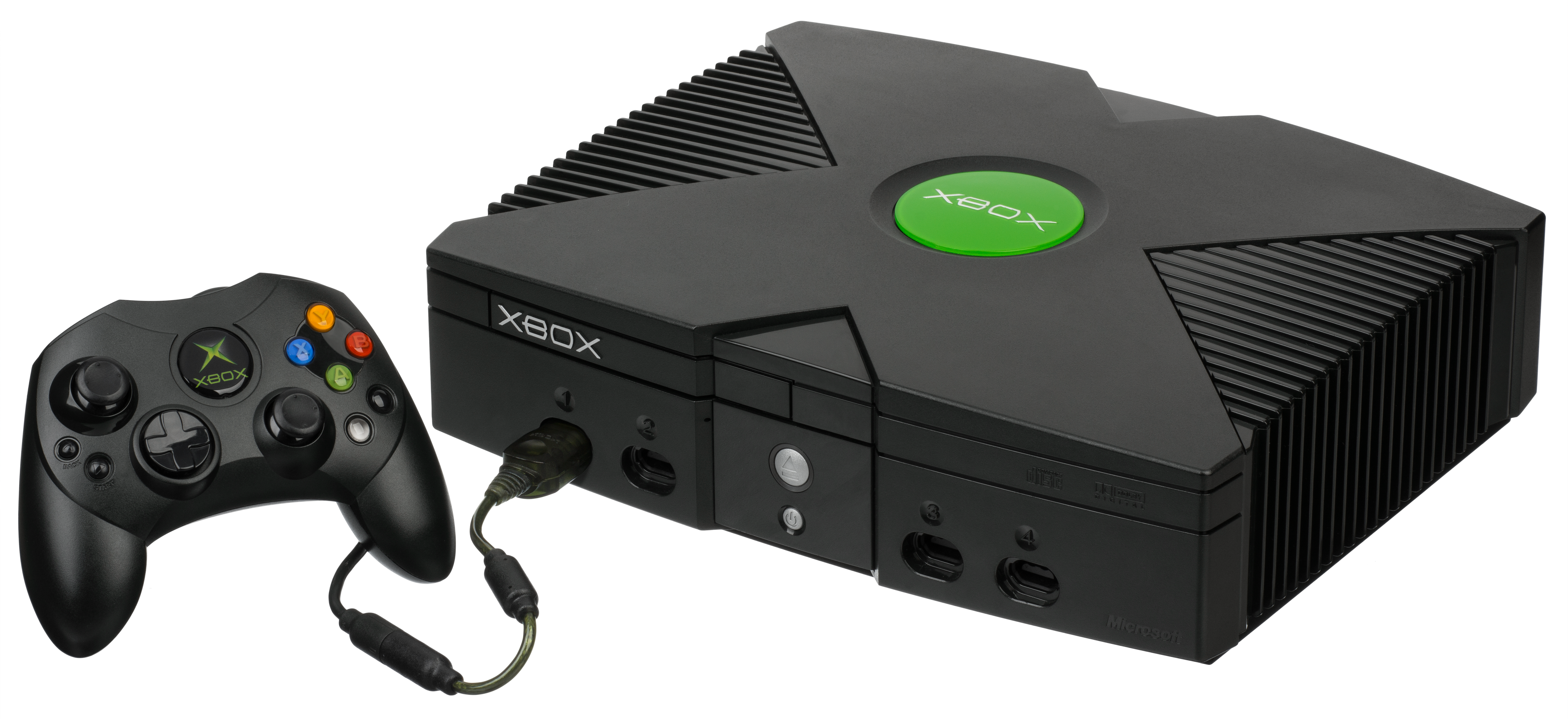
Ina Gelbert commence à jouer au jeu vidéo en 2002 sur une Xbox

Ina Gelbert commence à jouer aux jeux vidéo avec le jeu Halo alors qu'elle est encore étudiante à l'ESSEC, dont elle est diplômée 2002,.
Avant de rejoindre Xbox France, Ina Gelbert travaille pour Mars dans l'agro-alimentaire puis pour la multinationale Unilever.
Elle rejoint Microsoft en 2012, initialement comme manager compte clé, puis devient directrice de compte. En 2017 elle est nommée au poste de Senior Marketing Manager chez Xbox. En octobre 2019, elle devient la première femme directrice d'Xbox France,,, succédant à Hugues Ouvrard.
Au poste de directrice d'Xbox France, Ina Gelbert est chargée de poursuivre le développement de la marque, et d'accompagner le déploiement du service Xbox Cloud Gaming (cloud dédié au gaming) ainsi que de la nouvelle console Xbox Series, sur le marché.
Elle quitte son poste au sein d'Xbox France le 1er juillet 2023, laissant sa place à Cédric Mimouni ; avant de rejoindre le groupe Intermarché en 2024.

## Engagements en faveur de la diversité dans le jeu vidéo
Gelbert fait partie du groupe diversité et inclusion chez Microsoft, dans la section genre. Elle y œuvre également à l'inclusion des joueuses et joueurs en situation de handicap (manette adaptative) ainsi qu'à l'inclusion des personnes LGBTQ+. Au moment de sa nomination, elle explique que son objectif à la tête de Xbox France sera de "continuer d’œuvrer en faveur de l’ouverture du jeu vidéo à toutes et tous" .
Gelbert participe aux actions de l'association Women in Games France, notamment une table ronde organisée par l'association lors de la Paris Games Week 2019. Elle indique clairement son soutien à la cause de la féminisation du monde du jeu vidéo, arguant par ailleurs que 47% des gamers sont en fait des gameuses mais que 15% seulement des employés des studios sont des femmes. Si Lara Croft est devenue un symbole des personnages féminins des jeux vidéo, Gelbert met en avant aussi des personnages importants pour la représentation des femmes comme Kait Diaz de Gears 5. Gelbert insiste sur l'importance d'une diversité de représentation des personnes dans les jeux vidéo, et évoque à ce sujet le jeu Tell me why, dans lequel l'un des protagonistes est un homme transgenre. Elle affirme que la diversité au sein des studios est également importante pour produire des jeux plus représentatifs de la société,.

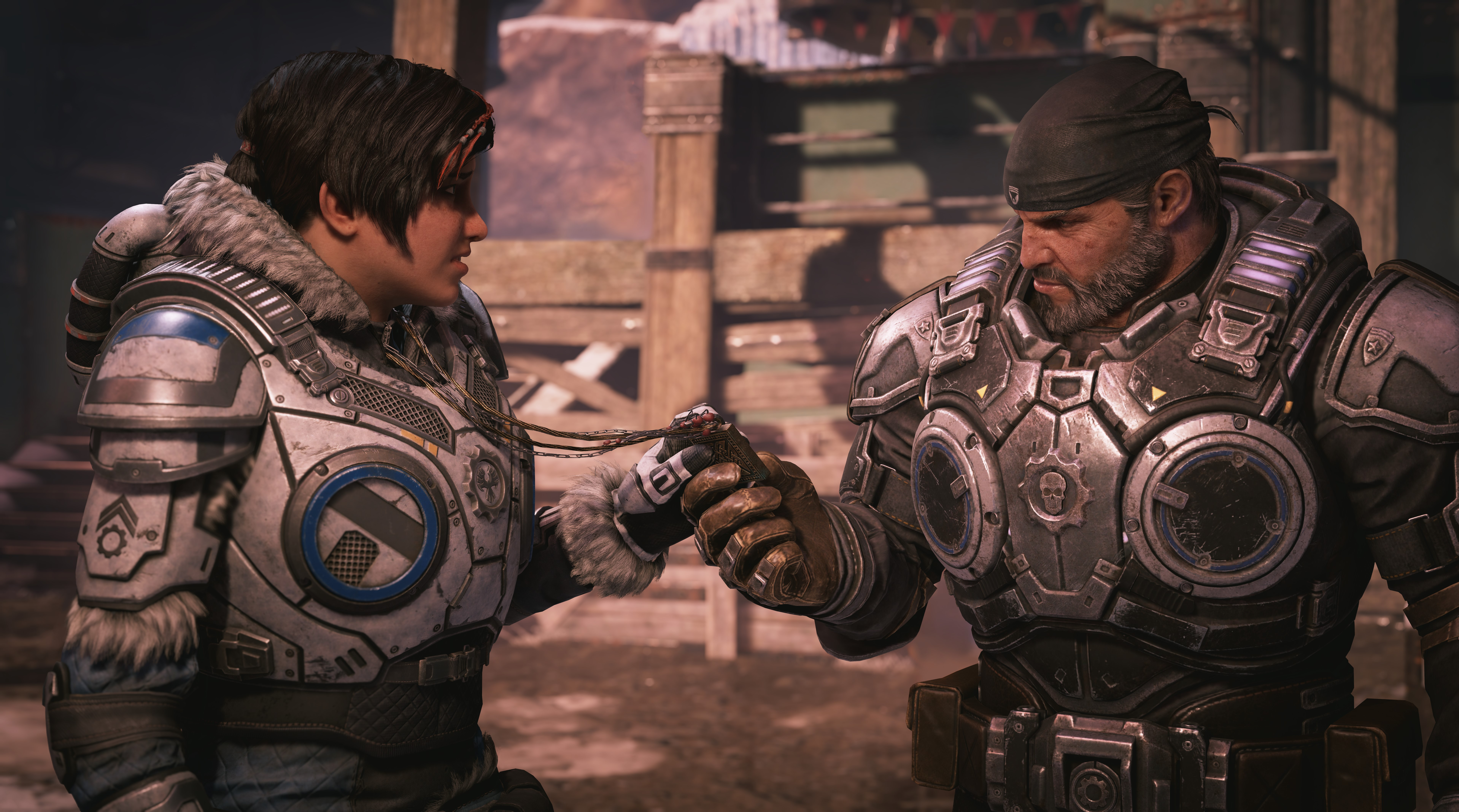
Kait Diaz dans Gears 5 représente un role model pour les gameuses selon Ina Gerbet

Gelbert considère aussi que les jeux vidéo peuvent être utilisés pour créer des liens entre les personnes, notamment les parents et leurs enfants,.

## Distinctions
Gelbert est choisie pour faire partie de la liste des 50 personnalités qui feront le jeu vidéo en 2021, initiative soutenue par le regroupement d'écoles de jeu vidéo Gaming Campus et réalisée par Jean Zeid.